# Neuried, Baden-Württemberg
Neuried är en kommun i Ortenaukreis i regionen Südlicher Oberrhein i Regierungsbezirk Freiburg i förbundslandet Baden-Württemberg i Tyskland.
Kommunen bildades 1 januari 1972 genom en sammanslagning av kommunerna Altenheim, Dundenheim, Ichenheim och Müllen. Schutterzell uppgick 1 januari 1973 i Ichenheim.

## Kommundelar
Vapen för de tidigare kommunerna.

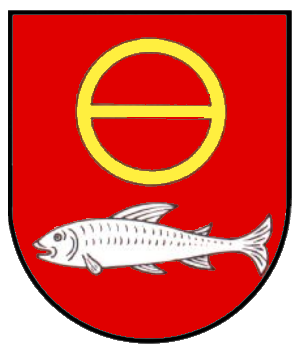
Altenheim
Dundenheim
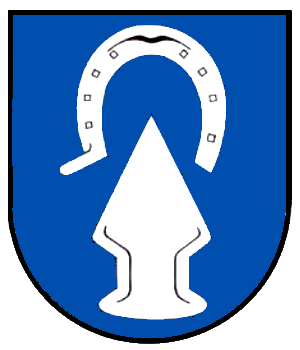
Ichenheim
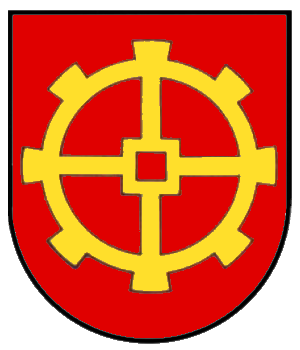
Müllen
Schutterzell